# Велика Мощаница
Вижте пояснителната страница за други значения на Мощаница.
Велика Мощаница  (на сръбски: Велика Моштаница) е село в община Чукарица, Белградски окръг, Сърбия.

## География
Намира се западно от село Сремчица, източно от град Умка и североизточно от село Мала Мощаница.

## Население
Населението на селото възлиза на 42069 жители (2011 г.).
Етнически състав (2002)
- сърби – 42069 жители (95,91%)
- черногорци – 53 жители (1,65%)
- югославяни – 13 жители (0,40)
- хървати – 7 жители (0,21)
- македонци – 6 жители (0,18%)
- мюсюлмани – 3 жители (0,09%)
- българи – 2 (0,06%) жители
- други – 7 жители (0,21%)
- недекларирали – 35 жители (1,09%)